# Forêt classée de Patako
La forêt classée de Patako est une forêt protégée de l'ouest du Sénégal, située dans le département de Foundiougne (région de Fatick), à proximité de la frontière avec la Gambie. 

## Caractéristiques

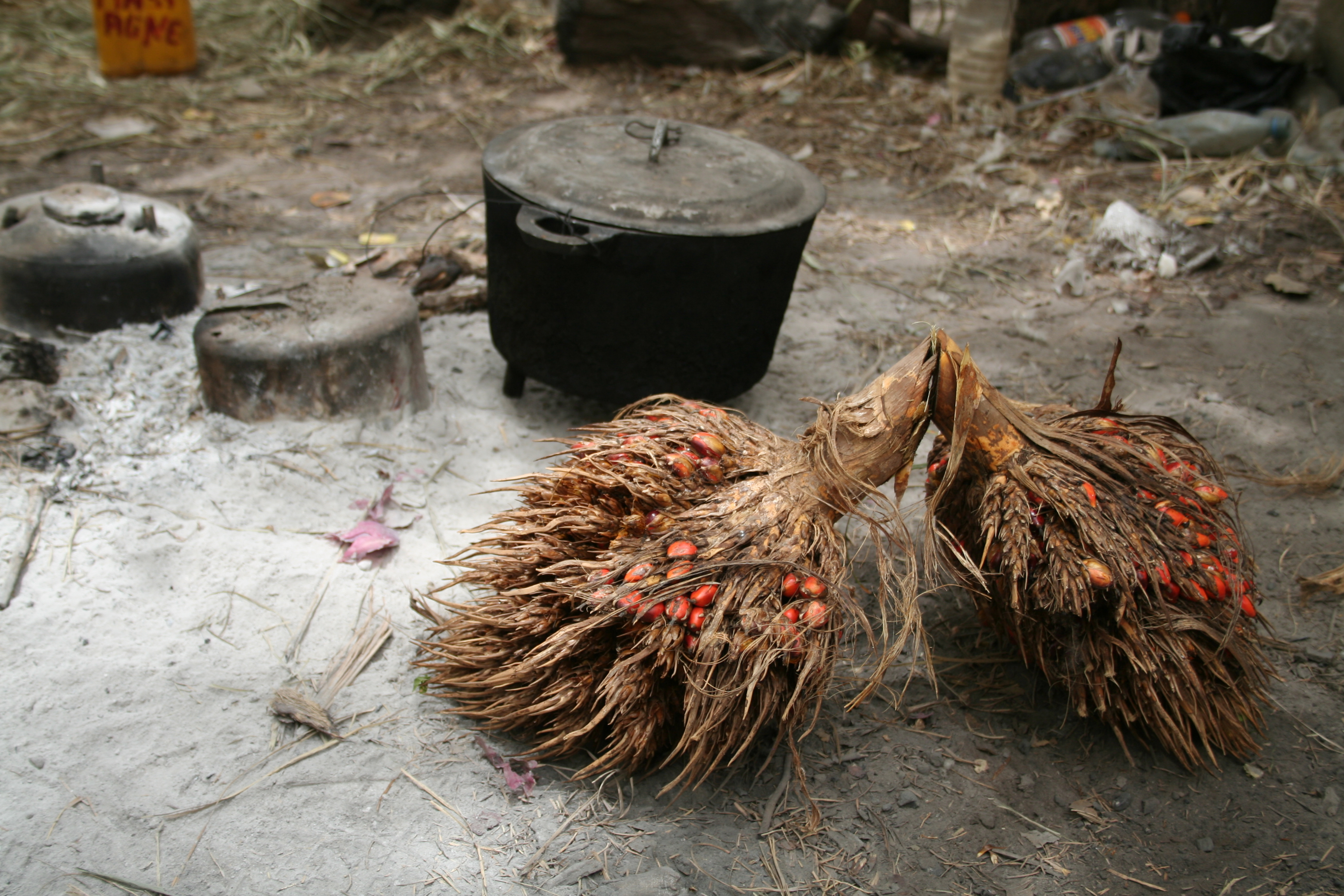
Elaeis guineensis, les fruits du palmier à huile

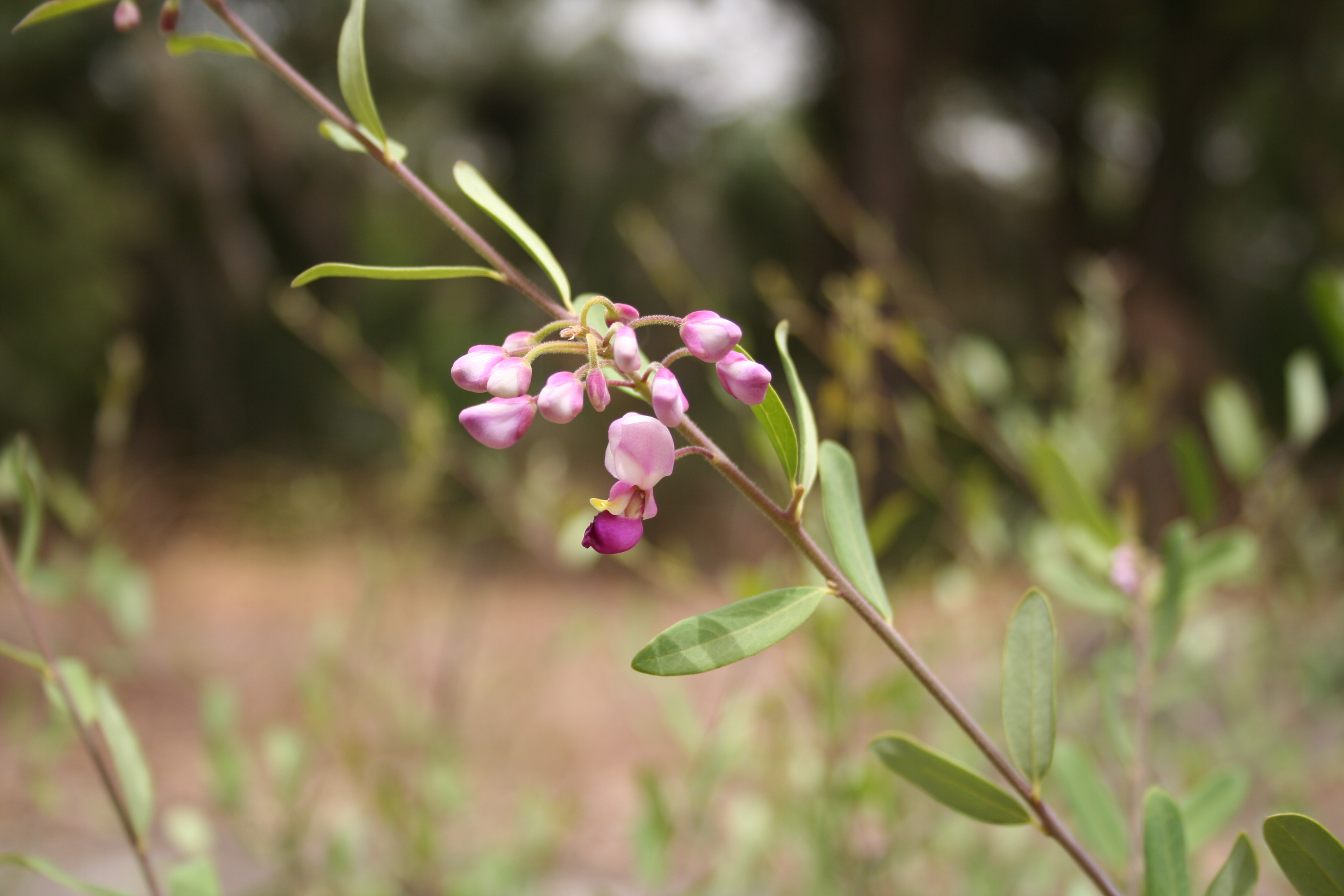
Securidaca longipedunculata, une plante médicinale

La forêt classée de Patako présente une mosaïque de types de végétation dont les plus représentés sont la savane arbustive à boisée et la forêt galerie. Sa flore est composée d’au moins soixante-quinze (75) espèces ligneuses dont les plus représentées sont Combretum glutinosum, Combretum nigricans, Cordyla pinnata, Daniellia oliveri, Terminalia macroptera, Pterocarpus erinaceus, Prosopis africana, Bombax costatum, Lannea acida, Acacia macrostachya et Ozoroa insignis. La faune y est particulièrement présente avec le guib harnaché, le phacochère, le chacal, l’hyène tachetée, le colobe bai, le crocodile du Nil ainsi que plusieurs espèces d’oiseaux et de poissons. La forêt est aussi traversée par deux grandes vallées dont l’une présente un écoulement permanent avec de l’eau douce en amont. Dans la zone de confluence de ces deux vallées, existent une forêt galerie dominée essentiellement par des espèces végétales comme Elaeis guineensis, Ficus congensis, Khaya senegalensis, Erythrophleum suaveolens, Afzelia africana et une végétation de mangrove haute, essentiellement constituée par Avicennia germinans.